# Postal 2
Postal 2 (stylizowany jako Postal²) – gra komputerowa z gatunku first-person shooter, wyprodukowana w 2003 roku przez studio Running with Scissors. Jest ona kontynuacją gry Postal i drugą częścią serii. Akcja gry rozgrywa się w amerykańskim miasteczku Paradise. Główny bohater, Koleś, to życiowy nieudacznik, mieszkający razem z żoną w przyczepie. Grający ma zadanie przeprowadzić bohatera przez pięć dni, wykonując codzienne zadania, takie jak kupienie mleka, realizacja czeku czy zbieranie podpisów. Grę można przejść zarówno pokojowo, jak i poprzez dokonanie masakry ludności. Postal 2 stanowi satyrę na współczesne Stany Zjednoczone.
Postal 2 wzbudził skrajnie zróżnicowane reakcje ze strony recenzentów – od docenienia satyry na współczesność po niesmak klozetowym humorem. Gra wywołała wiele kontrowersji, a jej sprzedaż została zakazana w wielu krajach, między innymi w Australii i Nowej Zelandii.

## Fabuła i postacie
Głównym bohaterem gry jest Koleś – życiowy nieudacznik mieszkający z żoną w Paradise City pracuje w firmie Running With Scissors, jednak zostaje zwolniony przez swego szefa w poniedziałek z nieznanych przyczyn. Zadaniem gracza jest wypełnienie wszystkich misji przez cały tydzień. W sobotę Koleś po przebudzeniu w szpitalu, dowiedział się, że przeżył „wypadek z bronią” i nie ma pieniędzy, komornicy zabierają przyczepę, psa czeka odmóżdżenie, a żona go zostawia.
W grze przewija się masa najróżniejszych postaci. Jedną z nich jest gwiazdor Gary Coleman, którego gracz spotyka we wtorek, by prosić go o autograf. Po Paradise City przemieszczają się sami uzbrojeni mieszkańcy: cywile, policjanci, księża, demonstranci i pracownicy, zombie oraz zmutowane zwierzęta, a także terroryści z Al-Ka’idy. Część postaci przejawia agresję w stosunku do Kolesia.

## Dodatki
Do Postala 2 ukazały się trzy dodatki. Pierwszy z nich, Postal 2: Share the Pain (2003), wzbogacił grę o tryb gry wieloosobowej. Drugi – z kolei wymagający Share the Pain – to Postal 2: Apocalypse Weekend (2004), rozbudowujący rozgrywkę jednoosobową o nowe misje i miejsca akcji.
18 kwietnia 2015 roku został wydany trzeci dodatek – Postal 2: Paradise Lost. Akcja tego dodatku toczy się 11 lat po wydarzeniach z pierwszego rozszerzenia pt. Apocalypse Weekend. Główny bohater – Koleś, trafia z powrotem do miasteczka Paradise, całkowicie zniszczonego przez atak nuklearny, gdzie czekają na niego całkowicie nowe zadania do wykonania. Postal 2: Paradise Lost wzbogaca grę w nowy interfejs, nowe rodzaje broni, mapy i zadania.